# جمهورية إفريقيا الوسطى
جمهورية إفريقيا الوسطى (بالفرنسية: République centrafricaine، وبالسانغوية: Ködörösêse tî Bêafrîka) هي بلد غير ساحلي في وسط إفريقيا، تحدها تشاد في الشمال و‌السودان في الشمال الشرقي، و‌جنوب السودان في الشرق، و‌جمهورية الكونغو الديمقراطية و‌جمهورية الكونغو في الجنوب و‌الكاميرون في الغرب. وهي تغطي مساحة حوالي 620,000 كيلومتر مربع (240,000 ميل مربع)، ويقدر عدد سكانها ب حوالي 6.4 مليون اعتبارًا من عام 2024. وعاصمتها هي بانغي.
أطلقت فرنسا على مستعمرتها التي اقتطعتها في هذه المنطقة بأوبانغي - شاري، حيث تقع معظم هذه الأراضي في أحواض نهري أوبانغي و‌شاري. وفي الفترة من سنة 1910 حتى عام 1960 كانت تشكل جزءا من إفريقيا الاستوائية الفرنسية. أصبح الإقليم يتمتع بحكم شبه ذاتي في ظل الجمهورية الفرنسية في عام 1958 ومن ثم دولة مستقلة في 13 آب عام 1960، فاتخذت اسمها الحالي. وكانت تُحكَم جمهورية إفريقيا الوسطى لأكثر من ثلاثة عقود بعد الاستقلال بحُكَّام غير منتخبين تولوا السلطة بالقوة.
عقدت انتخابات ديمقراطية متعددة الأحزاب لأول مرة في سيارة في عام 1993، مع المعونة من الموارد التي تقدمها الجهات المانحة في البلاد ومساعدة من الأمم المتحدة. جلبت الانتخابات أنجي فيليكس باتاسيه إلى السلطة، لكنه خسر الدعم الشعبي خلال فترة رئاسته وأطيح في عام 2003 من قبل الجنرال فرانسوا بوزيزيه، الذي ذهب إلى الفوز في انتخابات ديمقراطية في مايو 2005. عدم القدرة بوزيزيه لدفع العاملين في القطاع العام أدت إلى إضرابات في عام 2007، والتي أدت به إلى تعيين حكومة جديدة في 22 كانون الثاني 2008، برئاسة فوستين أرشانج تواديرا. في فبراير 2010، وَقَّعَ فرانسوا بوزيزيه مرسوما رئاسيا الذي حدد 25 أبريل 2010 موعدا للانتخابات الرئاسية. تم تأجيل هذا، ولكن جرت انتخابات في يناير 2011، التي فاز فيها بوزيزيه وحزبه. على الرغم من حفاظه على قليل من الاستقرار، كان يعاني حكم بوزيزيه من الفساد والمحسوبية والسلطوية، الأمر الذي أدى إلى تمرد علني ضد حكومته. وقاد التمرد تحالف من فصائل المعارضة المسلحة المعروفة باسم تحالف سيليكا خلال الحرب الأهلية في جمهورية إفريقيا الوسطى (2004-2007) و‌نزاع 2012-2013. هذا أدى في النهاية إلى الإطاحة به يوم 24 مارس 2013. نتيجة للانقلاب والفوضى الناتجة عن ذلك، والحكم في جمهورية إفريقيا الوسطى قد اختفى وقال رئيس الوزراء نيكولا Tiangaye البلاد هو «الفوضى، وغير التابعة للدولة.» استقال كل من الرئيس ورئيس الوزراء في يناير كانون الثاني عام 2014، لتحل محلها زعيم المؤقتة.
تغطي معظم أراضي البلاد السافانا السودانية الغينية وتشمل أيضا منطقة الساحل والسودان في الشمال ومنطقة الغابات الاستوائية في الجنوب. ثلثي البلاد يقع داخل أحواض نهر أوبانغي الذي يتدفق جنوبا إلى الكونغو، في حين أن الثلث المتبقي يكمن في حوض شاري، الذي يتدفق شمالا إلى بحيرة تشاد.
على الرغم من الاحتياطيات المعدنية الهامة وغيرها من الموارد، مثل احتياطيات اليورانيوم في «باكوما» و‌النفط الخام في فاكاغا و‌الذهب و‌ألماس و‌الخشب و‌الطاقة المائية، وكذلك الأراضي الصالحة للزراعة، فجمهورية إفريقيا الوسطى هي واحدة من أفقر البلدان في العالم وبين أفقر عشرة بلدان في إفريقيا. مؤشر التنمية البشرية لجمهورية إفريقيا الوسطى 0.343، الأمر الذي يضع البلاد في 179 من تلك البلدان 187 مع البيانات.
تمر البلاد الآن بحرب شعواء بدأت في أواخر 2012 م.

## التاريخ

### التاريخ المبكر
أثبتت أبحاث الآثار وجود الإنسان على أرض إفريقيا الوسطى منذ العصر الحجري القديم، وفيما يخُص سكانها الحاليين فأقدمهم هم شعوب «الجبايا» و«الماندجية» الذين استوطنوا أرض إفريقيا الوسطى على أساس مجتمع عشائري لامركزي، ومع بداية القرن 19 هاجرت شعوب «الباندا» قادمة من الشمال الشرقي واستقرت أيضا في إفريقيا الوسطى. أما في الجهة الجنوبية الشرقية فقد أسست قبائل أزاندي خلال القرنين 18 و19 مجتمعاً أكثر طبقية تتمركز على قمته الطبقة الحاكمة. فيما يخص الشمال الشرقي فقد سقطت بعض من مناطقه في الفترة الممتدة بين سنتي 1893 و1900 تحت حكم الأمير السوداني رابح بن الزبير بن فضل الله.
هذا، ويعتبر مؤرخ إفريقيا السيد روبرت كورنفان (Robert Cornevin) هذه المنطقة من إفريقيا، إفريقيا الوسطى، منطقة لا تاريخية أي ‹وراء التاريخ› (بالفرنسية: anhistorique) مشيرا بهذا إلى صعوبة التأريخ لها، ويُستفاد من هذه الإشارة صعوبة تحديد التاريخ القديم للجمهورية كما يصعب ترسيم معالم الانفتاح على العالم بدقة.

### الانفتاح على العالم

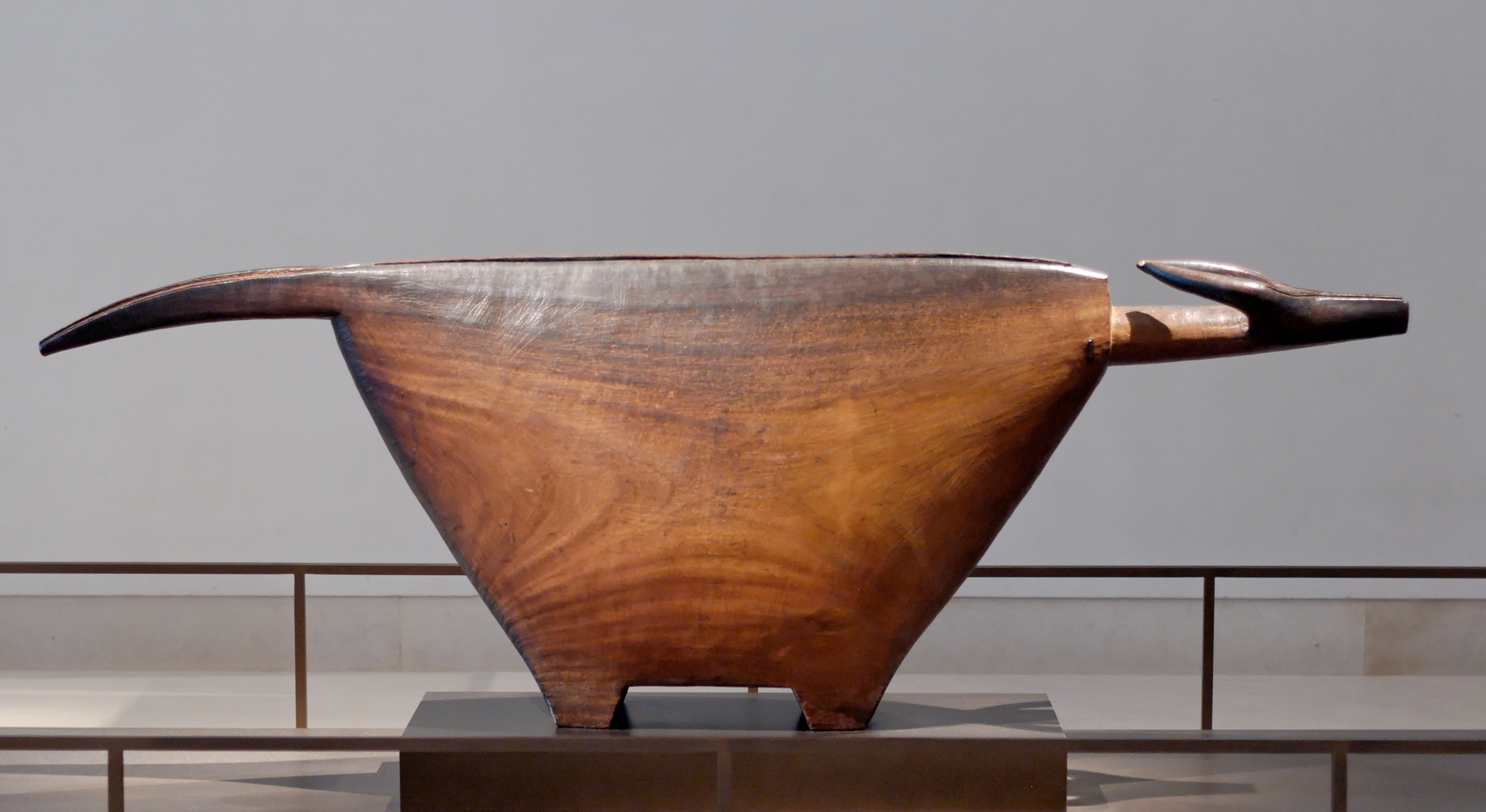
طبلة تقليدية من القرن التاسع عشر الميلادي

قبل القرن التاسع عشر، عاش الناس فيما يعرف الآن بجمهورية إفريقيا الوسطى خارج منطقة التوسع الإسلامي في المنطقة السودانية الإفريقية لهذا الإتصال بينهم وبين الأديان الإبراهيمية أو الاقتصاد في الشمال كان ضئيلاً نسبياً. خلال العقود الأولى من القرن التاسع عشر، قام التجار المسلمون باختراق المنطقة وبدء علاقات مع القادة المحليين لتسهيل التجارة والإستقرار.
كان وصول التجار المسلمين في بداية القرن التاسع عشر مسالم نسبياً[بحاجة لدقة أكثر] وكان يعتمد على دعم السكان المحليين، ولكن بعد 1850 بدأ تجار الرقيق العرب مع جنود مدججين بالسلاح[بحاجة لمصدر] باختراق المنطقة. أصبح شعب البوبانجي تجار العبيد الرئيسيين، فقد كانوا يبيعون أسراهم إلى الأمريكيتين عن طريق نهر الأوبانجي لكي يصلوا إلى الشاطئ. من 1860 إلى 1910 تقريباً، قام تجار الرقيق من السودان، وتشاد، والكاميرون، ودار الكوتي في شمال إفريقيا الوسطى ونزاكارا وشعب الأزاندي في الشرق الغربي لإفريقيا الوسطى بتهجير السكان من شرق إفريقيا الوسطى بشكل دائم.

### حقبة الاستعمار الفرنسي

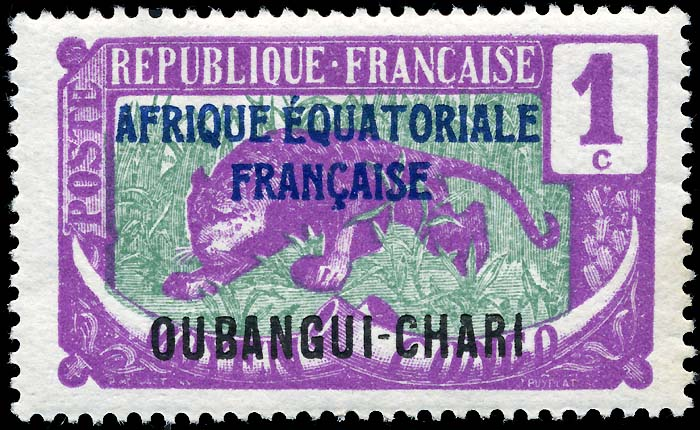
طابع بريدي يحمل اسم "أوبانجي شاري" أحد أسماء جمهورية إفريقيا الوسطى إبان الاستعمار الفرنسي

أعلن ضابط البحرية الفرنسية «بيير سافورنان دي برازا» سنة 1887 عن أطماع فرنسا في ضم إفريقيا الوسطى لمستعمراتها، ليتم بعد ذلك سنة 1889 تأسيس أول قاعدة عسكرية فرنسية على أرض إفريقيا الوسطى وتحديداً على أرض العاصمة الحالية للجمهورية «بانجوي»، وانطلاقاً من هذه القاعدة العسكرية تم التوسع في اتجاه باقي المناطق ليتم سنة 1900 إعلان إفريقيا الوسطى تحت اسم «أوبانجي شاري» مستعمرة فرنسية وقامت فرنسا بضمها سنة 1906 للقيادة الاستعمارية في تشاد. ابتداء من 25 يناير 1910 أصبحت لإفريقيا الوسطى قيادة استعمارية مستقلة في إطار ما سمي ب إفريقيا الاستوائية الفرنسية التي كانت تضم بالإضافة إلى إفريقيا الوسطى كلا من تشاد، الغابون، وجمهورية الكونغو. شكلت الإستثناء بعض المناطق الغربية مثل «نولا»، «مبايكي»، «بيربيراتي»، «كارنوت»، و«بوار» التي انضمت بعد «اتفاقية المغرب - الكونغو» في 4 نونبر 1911 إلى المستعمرات الألمانية تحت مسمى «الكامرون الجديدة»، إلا أن ذلك لم يدم طويلاً ليتم ضمها مرة أخرى إلى إفريقيا الاستوائية الفرنسية مباشرة بعد توقيع معاهدة فرساي سنة 1919.
ابتداءً من 1946 أصبحت إفريقيا الوسطى كمستعمرة فرنسية مُمثلة في الجمعية الوطنية الفرنسية، حيث كان يُمثلها النائب «بارثيليمي بوغاندا» (1910 - 1959)، الذي أسس سنة 1949 حزب «الحركة من أجل التطوير الاجتماعي لإفريقيا السوداء» وقاده أثناء فوزه بالانتخابات البرلمانية ل 31 مارس 1957، خضعت كباقي دول المجموعة الفرنسية لقانون الإطار وعرفت تقسيما لأن هذا الفانون جاء لبلقنة إفريقيا لتحصل إفريقيا الوسطى في 1 دجنبر 1958 في إطار الاستعمار الفرنسي على الحكم الذاتي ويتولى «بارثيليمي بوغاندا» في 1 دجنبر 1958 منصب رئيس الوزراء. ومن بعد هذا التاريخ عرقت توحذا مع جميع أقاليمها.

### الاستقلال
في 1 ديسمبر 1958 أصبحت مستعمرة أوبانجي-شاري تحت حكم ذاتي داخل المجتمع الفرنسي وتغيّر اسمها إلى جمهورية إفريقيا الوسطى. المؤسس الرئيسي ورئيس مجلس الحكومة، بارتيليمي بوغندا، توفي في حادث تحطم طائرة غامض عام 1959، فقط قبل ثمانية أيام من أخر انتخابات في الحقبة الاستعمارية.
في 13 أغسطس 1960، استقلت جمهورية إفريقيا الوسطى واثنين من أقرب المساعدين لبوغندا، أبيل جومبا وديفيد داكو، أصبحا متورطين في صراع على السلطة. بمساعدة الفرنسيين، داكو أخذ السلطة وقبض على جومبا. وقد أقام الرئيس داكو دولة الحزب الواحد بحلول عام 1962.

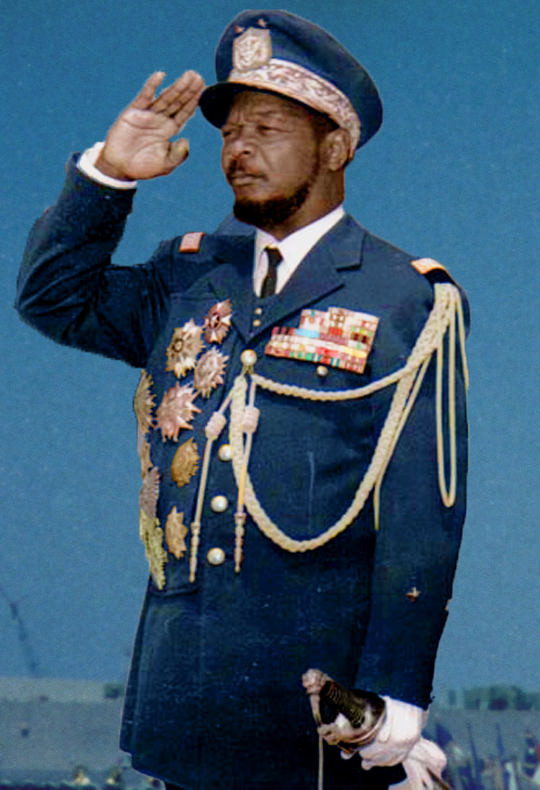
جان بيدل بوكاسا، إمبراطور إفريقيا الوسطى الذي توج نفسه.

#### بوكاسا وإمبراطورية إفريقيا الوسطى
إمبراطورية إفريقيا الوسطى هي دولة قصيرة الأجل، أعلنت نفسها كملكية استبدادية حلت محل جمهورية إفريقيا الوسطى في الرابع من ديسمبر 1976، وعادت بدورها عن طريق استرجاع الجمهورية. وقد كان جان جان بيدل بيكاسا رئيساً لها قبل أن يعلن نفسه الإمبراطور بوكاسا الأول بتاريخ 4 ديسمبر 1976. وأنفق بوكاسا بما يُعادل 20 مليون دولار أمريكي، أي ربع إيرادات الخزينة الحكومية السنوية في احتفال التنصيب. وقد أُلغي النظام الملكي فانحلّت الإمبراطورية في العشرين من سبتمبر 1979، وتم استرجاع اسم جمهورية إفريقيا الوسطى في 20 سبتمبر 1979 عندما خُلع بوكاسا بمساعدة الفرنسيين.
خلال تاريخ الإمبراطورية لم يتم تغيير علم الدولة، علاوة على أن بوكاسا الأول كان له علم إمبراطوري للاستخدام الخاص به.

#### جمهورية إفريقيا الوسطى تحت حكم كولنجبا

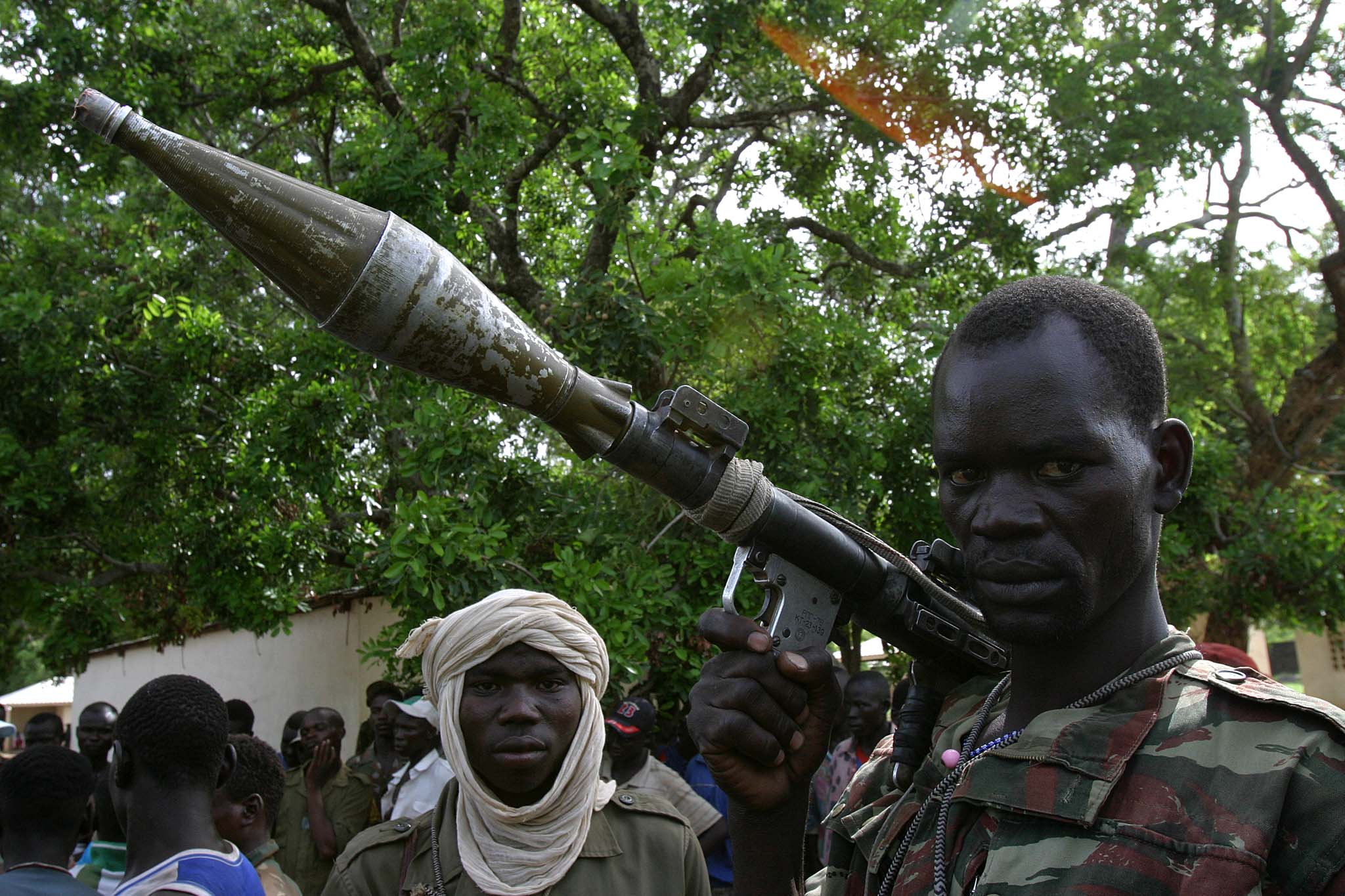
المتمردين في شمال جمهورية إفريقيا الوسطى

#### أنجي فيليكس باتاسيه وحكومته (1993-2003)
(ولد في 25 يناير 1937 في باوا، أوبانغي-شاري، إفريقيا الاستوائية الفرنسية (الآن باوا، جمهورية إفريقيا الوسطى) - توفي 5 أبريل 2011 في دوالا، الكاميرون)، كان وزيرا للحكومة ورئيس الوزراء (1976-1978) في فترة حكم بيديل بوكاسا جان وفيما بعد رئيسا للبلاد (1993-2003)، حتى أطيح به من قبل الجنرال فرانسوا بوزيزي. تلقى باتاسيه تعليمه في فرنسا، ولكن في عام 1960 انضم إلى الخدمة المدنية في جمهورية إفريقيا الوسطى المُستقلة حديثا بعد انقلاب بوكاسا ضد بري. تولى باتاسيه سلسلة من المناصب الوزارية قبل أن يعين رئيسا للوزراء. استقال بشكل غير متوقع في عام 1978 وذهب إلى المنفى في فرنسا، حيث شكل حزب سياسي جديد لمكافحة بوكاسا.

#### جمهورية إفريقيا الوسطى منذ 2003

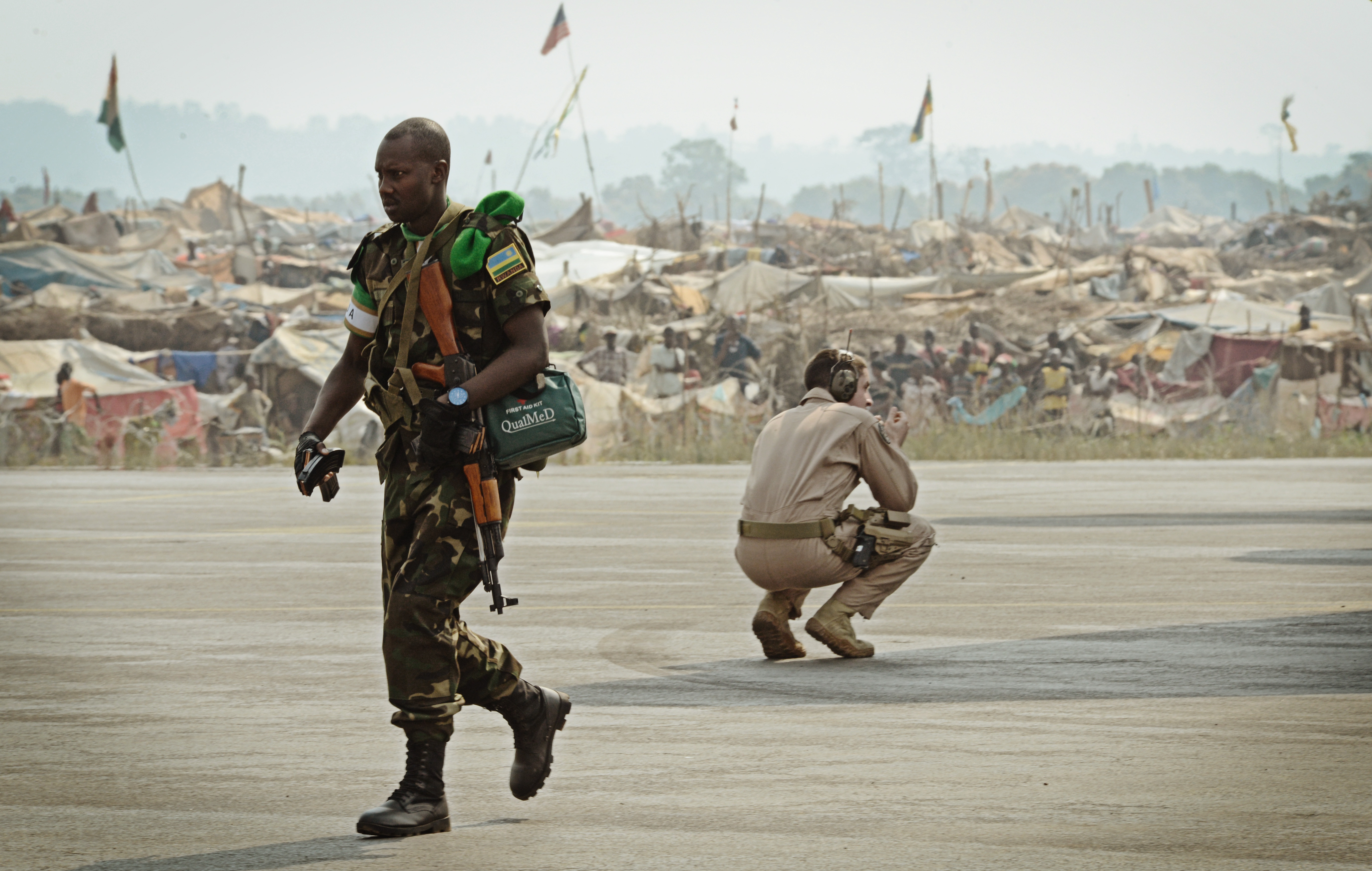
جندي رواندي بالقرب من مخيم للاجئين كاملة من السكان المشردين

تميّزت هذه الفترة بحدوث انقلابات عسكرية كان آخرها انقلاب ميشيل دجوتوديا، بدعم من حركة سيلكا، تدخلت فرنسا على الفور وحرضت السكان المسيحين، وبدأت شرارة الاقتتال في مارس 2013 عندما أطاح مُسلحو تحالف سيليكا، الذين أغلب عناصرهم من المسلمين، بالرئيس المسيحي «فرانسوا بوزيزى» الذي تناصره ميليشيات «مناهضو بالاكا» المسيحية والمدعومة فرنسيا.
و يقدر تعداد مقاتلي سيليكا بنحو 25 ألف مقاتل وفق بعض التقديرات، ويتزعم الائتلاف ميشال دجوتوديا (الذي كان يحمل اسم «محمد ضحية»، قبل أن يغير اسمه)، وهو أول رئيس مسلم، تولى الحكم بعد سيطرة قواته على العاصمة والقصر الرئاسي وفرار الرئيس المسيحي (فرانسوا بوزيزي)، في 24 مارس 2013.
في 13 سبتمبر 2013، قام الرئيس دجوتوديا رسميًا بحلّ قوات «سيليكا»، كما تم الإعلان عن دمج بعض مقاتليهم في الجيش. لكن على ما يبدو لم يفلح الحل، ولم يكن الدمج في الجيش فعالاً، فبقيت القوات محتفظة بقياداتها وبتماسكها.
في ال9 من ديسمبر 2013، أقدمت القوات الفرنسية بالتعاون مع القوات الإفريقية الموجودة في البلاد على نزع أسلحة أكثر من سبعة آلاف من مقاتلي سيليكا، ووضعهم في ثكنات مختلفة بالعاصمة.
وهو إجراء أغضب المسلمين، باعتبار أن هذه القوات كانت تمثل لهم شيئًا من الحماية في مواجهة الميليشيات المسيحية.
ولذلك نظم المسلمون احتجاجات في بعض شوارع العاصمة، منددين بالانحياز الفرنسي لصالح المسيحيين، وأقاموا المتاريس بالإطارات والحجارة، احتجاجًا على انتشار القوات الفرنسية، وقالوا إن هذا الأمر يترك المسلمين عزل بدون حماية من ميليشيا (مناهضو بالاكا).
كما ظهرت احتجاجات أخرى ضد القوات الفرنسية عقب مقتل ثلاثة من مقاتلي سيليكا في اشتباكات مع الفرنسيين.

## الجغرافيا

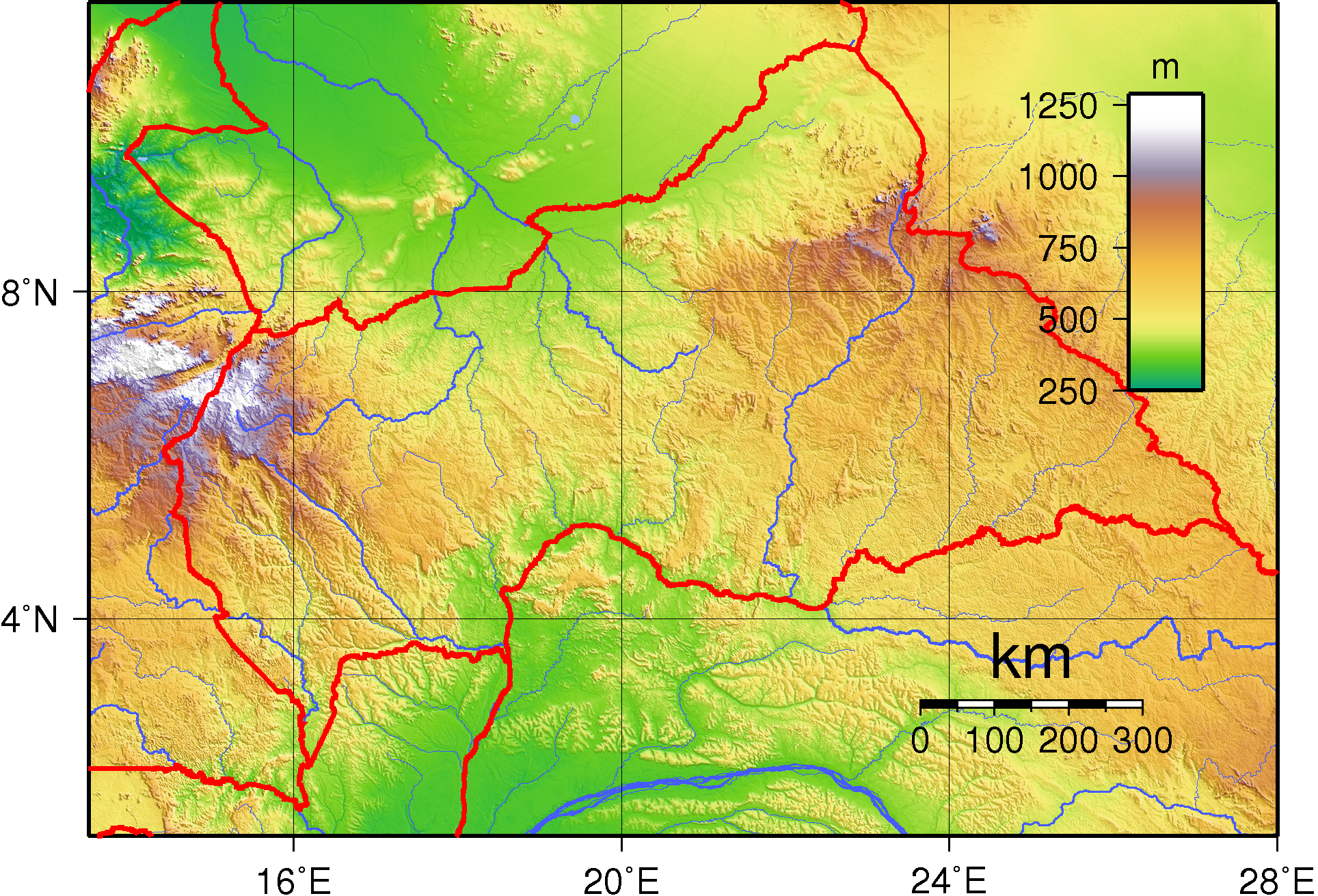
تضاريس جمهورية إفريقيا الوسطى

تقع جمهورية إفريقيا الوسطى في قلب القارة وفي منتصف المسافة تقريباً بين شمال القارة وجنوبها، وهي دولة داخلية، وأقرب السواحل منها يبعد عنها ألف كيلومتر، تحدها جمهورية السودان من الشمال الشرقي وجنوب السودان من الشرق وتشاد من الشمال، وزائير والكونغو من الجنوب، والكاميرون من الغرب.
أرضها هضبة متوسطة الارتفاع (600 م – 1000 م) تبرز بها بعض القمم العالية، وتعتبر هذه الهضبة منطقة تقسيم المياه بين حوض تشاد في شمالها وحوض الكونغو في جنوبها.

### المدن الكبرى
أكبر عشرة مدن في جمهورية إفريقيا الوسطى حسب عدد السكان (إحصائيات 2003):
| المدينة   | عدد السكان |
| --------- | ---------- |
| بانغي     | 622,771    |
| بيمبو     | 124,176    |
| بيربيراتي | 76,918     |
| كارنوت    | 45,421     |
| بامبري    | 41,356     |
| بوار      | 40,353     |
| بوسانغوا  | 36,478     |
| بريا      | 35,204     |
| بنغاسو    | 31,553     |
| نولا      | 29,181     |

### المناخ

خريطة تصنيف كوبن للمناخ في جمهورية إفريقيا الوسطى.

مناخ إفريقيا الوسطى ينتمي إلى المناخ المداري، وهو طراز حار رطب تتساقط أمطاره في الصيف ثم يعقبه فصل الجفاف، وتقل الأمطار في شمال البلاد، وتزداد الحرارة في هذا النطاق، والغطاء النباتي يتمثل في الغابات المدارية في جنوب إفريقيا الوسطى، تتدرج إلى حشائش السافانا في الشمال.

## التقسيم الإداري
تنقسم جمهورية إفريقيا الوسطى حاليًا إلى 20 محافظة إثنان منهم إقتصاديتان بما فيهم بانغي و84 محافظات فرعية (بالفرنسية: sous-préfectures):
| المحافظة | المحافظة الاقتصادية          | الشعبية (العاصمة) | الخريطة |
| --- | ---------------------------- | ----------------- | ------- |
| 1. بامينجي بانجوران (Bamingui-Bangoran) 2. باسي كوتو (Basse-Kotto) 3. هوت مبومو (Haute-Kotto) 4. هوت كوتو (Haut-Mbomou) 5. كيمو (Kémo) 6. لوبايه (Lobaye) 7. مامبرة كاديي (Mambéré-Kadéï) 8. مبومو (Mbomou) 9. نانا مامبيري (Nana-Mambéré) 10. أومبلامبوكو (Ombella-M'Poko) 11. أواكا (Ouaka) 12. أوهام (Ouham) 13. أوهام بندي (Ouham-Pendé) 14. فاكاجا (Vakaga) - بانجي 1. أوهام فافا 2. مامبيري 3. ليم بيندي | - نانا-جريبيزي - سانغا-مباري |                   |         |

## التركيبة السكانية

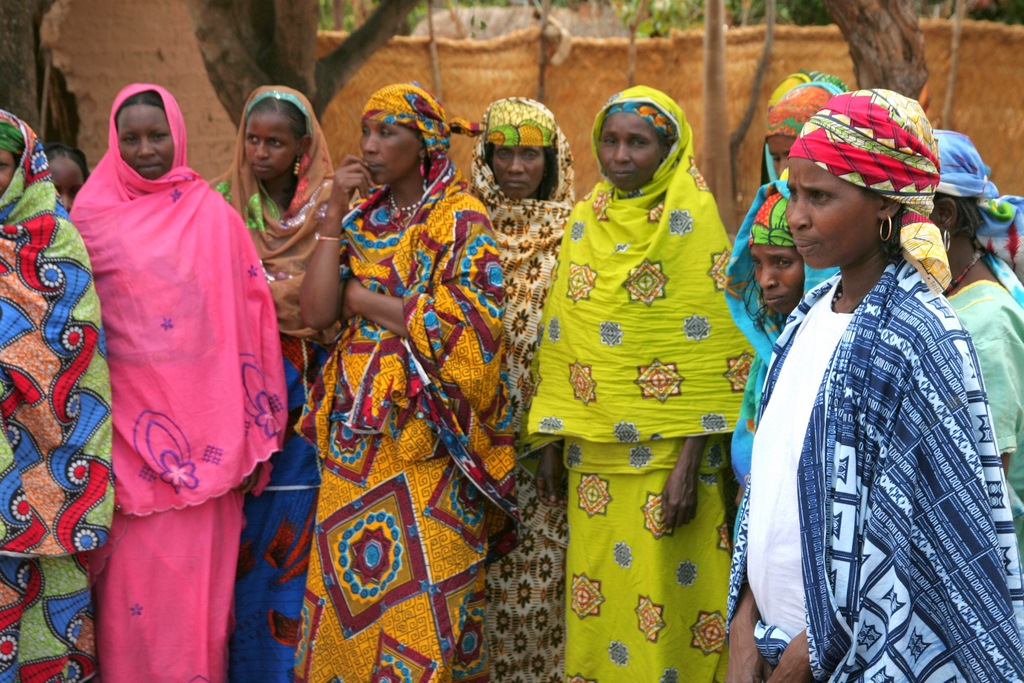
نساء فولا في باوا.

تضاعف عدد سكان جمهورية إفريقيا الوسطى رباعياً منذ نيل الاستقلال، ففي 1960 كان عدد السكان 1,232,000 وبعد 50 سنة، أي بحلول 2010، يصبح عدد السكان حسب ما تشير إليه بيانات «ترادينغ إيكونومكس» 4,27 مليون نسمة، بينما يصل عدد السكان حاليا تقريبا 4,53 مليون نسمة.
حسب تقديرات الأمم المتحدة هناك 11% من السكان الذين تتراوح أعمارهم بين 15 و 45 مصابين بفيروس الإيدز، في حين تشير بيانات صندوق الأمم المتحدة للطفولة إلى أن معدل انتشار هذا الفيروس بين الكبار في الجمهورية مرتفع إذ يتجاوز 13% مما يؤدي إلى انتشار أطفال الشوارع حيث أدى الإيدز إلى تيتُّم أكثر من 100 ألف طفل. لا يستفيد من العلاج بمضادات الفيروسات القهقرية إلا 3% فقط، مقارنة بتغطية 17% من المصابين في دول الجوار تشاد وجمهورية الكونغو.
مجتمع جمهورية إفريقيا الوسطى مجتمع غني بالتنوع العرقي واللساني حيث يتكون من 80 مجموعة عرقية وكل مجموعة تتواصل بلسانها الخاص. وهكذا تُعد جماعات البايا والباندا والماندجيا والمبوم والمبكا والياكوما والفولا أكبر التجمعات العرقية في البلد، وآخرون أوروبيون أغلبهم منحدرين من أصول فرنسية. تعيش فيها جماعات قزمية قديمة منعزلة [بحاجة لمصدر]، كما تجمع بين سكانها عنصرين زنجيين رئيسين فمن البانتو الماندا واليايا في غرب البلاد ومنهم أيضاً الباندا والسر في الوسط والشرق والأزندي والأوبنجي في الجنوب، ومن الزنوج السودانيين القبائل التي تعيش في الشمال والشرق، وتعيش الجماعات المستعربة في الشمال فمن البربر جماعات البيل والبورورو ويسكنون المرتفعات الغربية [بحاجة لمصدر].

### الدين
حسب تقرير كتاب حقائق العالم فإن نسبة المسلمين في جمهورية إفريقيا الوسطى هي 15%، بينما يتديّن 25% منهم بالبروتستانتية و 25% تابعين للكنيسة الرومانية الكاثوليكية، في حين يعتنق 35% من سكان الجمهورية معتقدات إفريقية محلية، كما يشير التقرير إلى أن الإحيائية تؤثر بشكل قوي في معتقدات وطقوس أغلبية المسيحيين ويتحدث تقرير لوزارة الخارجية الأمريكية عن عملية إدماج بين المعتقدات الروحانية ومعتقدات أغلبية المسيحيين.
بينما تقدّر دراسة سيد عبد الكريم بكر في كتابه الأقليات المسلمة في إفريقيا، أن نسبة المسلمين يناهز ثلث عدد السكان، وينتشر الإسلام بين الجماعات المستعربة وجماعات البيل والبورورو ظن كما ينتشر بين الجماعات التي تعيش في الشرق والوسط، تأثرت إفريقيا الوسطي بالممالك الإسلامية المجاورة لها، والتي قامت في شمال شرقي بحيرة تشاد في القرن الخامس الهجري[بحاجة لمصدر].
تنشط العديد من الجماعات التبشيرية داخل البلد بما في ذلك جماعات لوثرية، معمدانية، كاثوليكية إضافة إلى منصرين تابعين لكنائس النعمة الإخوانية (بالإنجليزية: Grace Brethren Churches) وآخرون من شهود يهوه. ومع أن هؤلاء المبشرين في الغالب من الولايات المتحدة الأمريكية، فرنسا، إيطاليا وإسبانيا، إلا أن هناك جماعات تبشيرية تأتي من نيجيريا، جمهورية الكونغو ودول إفريقية أخرى. عندما إندلعت المواجهات القتالية بين المتمردين والحكومة في 2012 و2013 غادرت هذه البعثات التبشيرية البلد، لكن الأغلبية رجعت الآن لتستكمل عملها.

### اللغات
اللغات الرسمية في جمهورية إفريقيا الوسطى هي السانغوية، وهي لغة مولدة تم تطويرها كلغة مشتركة بين الأعراق ذات أصل لغة نغباندي أصبحت عام 1963 لغة وطنية وتم ترسيمها عام 1991، والفرنسية. وهناك حوالي 120 لغة يُتَواصَل بها داخل البلد. إسنادا لتقرير أعدته المنظمة العالمية للفرانكفونية يقدر معدل القادرين على التواصل بالفرنسية في 2005 ب 22,5%، بينما يتواصل 350,000 بالسانغوية كلغة أولى وقد يكون أكثر من ذلك خاصة وأن ما بين 500 و 600 ألف لم يجيبوا عن سؤال وجه إليهم بالفرنسية عن لغتهم الأم. وتمنح الدراسة التي أعدتها جامعة لافال الكندية عن الخريطة اللسانية في جمهورية إفريقيا الوسطى مكانة خاصة للغة العربية باعتبارها لغة في ضوء الانتشار السريع، خاصة اللغة الفصحى لغة القرآن والشعائر الإسلامية، كما تمنح إذاعة الراديو الوطنية قطعة من البث مقدارها 30 دقيقة مخصصة لتعليم القرآن، وإضافة إلى ذلك قام المجتمع الإسلامي بتدشين مدارس إلى جانب المدارس الحكومية ترحب بجميع شرائح الشعب بغض النظر عن الجنس أو العرق أو الدين.

## الحكومة وسياسة الدولة

### الأحداث منذ 2012
مند 10 ديسمبر 2012 إلى الآن يحدث في جمهورية إفريقيا الوسطى صراع بين متمردين من الدولة في الشمال ضد جمهورية إفريقيا الوسطى وجنوب إفريقيا وفرنسا والمغرب. والصراع مازال مستمرا إلى الآن، ويذكر أنه حالياً تجرى إبادة جماعية وعرقية لمسلمي إفريقيا الوسطى وكنتيجة لذلك تم نزوح آلاف المسلمين خارج إفريقيا الوسطى.

## الانتخابات
عقدت انتخابات ديمقراطية متعددة الأحزاب لأول مرة في سيارة في عام 1993، مع المعونة من الموارد التي تقدمها الجهات المانحة في البلاد ومساعدة من الأمم المتحدة. جلبت الانتخابات أنجي فيليكس باتاسيه إلى السلطة، لكنه خسر الدعم الشعبي خلال فترة رئاسته وأطيح في عام 2003 من قبل الجنرال فرانسوا بوزيزي، الذي ذهب إلى الفوز في انتخابات ديمقراطية في مايو 2005. عدم القدرة بوزيزيه لدفع العاملين في القطاع العام أدت إلى إضرابات في عام 2007، والذي أدى به إلى تعيين حكومة جديدة في 22 كانون الثاني 2008، برئاسة فوستين أرشانج تواديرا. في فبراير 2010، وَقَّعَ فرانسوا بوزيزيه مرسوما رئاسيا الذي حدد 25 أبريل 2010 موعدا للانتخابات الرئاسية. تم تأجيل هذا، ولكن جرت انتخابات في يناير 2011، التي فاز فيها بوزيزيه وحزبه. على الرغم من حفاظه على قليل من الاستقرار، كان يعاني حكم بوزيزيه من الفساد والمحسوبية والسلطوية، الأمر الذي أدى إلى تمرد علني ضد حكومته. وقاد التمرد تحالف من فصائل المعارضة المسلحة المعروفة باسم تحالف سيليكا خلال الحرب الأهلية في جمهورية إفريقيا الوسطى (2004-2007) ونزاع 2012-2013. هذا أدى في النهاية إلى الإطاحة به يوم 24 مارس 2013. نتيجة للانقلاب والفوضى الناتجة عن ذلك، والحكم في جمهورية إفريقيا الوسطى قد اختفى وقال رئيس الوزراء نيكولا Tiangaye البلاد هو «الفوضى، وغير التابعة للدولة.» استقال كل من الرئيس ورئيس الوزراء في يناير كانون الثاني عام 2014، لتحل محلها زعيم مؤقت.

## العلاقات الخارجية والوضع العسكري

### الأوضاع والمعونات الخارجية
تعتبر جمهورية إفريقيا الوسطى دولة حبيسة تحدها تشاد شمالاً والسودان شرقاً وجمهورية الكونغو الديمقراطية وجمهورية الكونغو في الجنوب والكاميرون في الغرب.
تتراوح نسبة المسلمين من 17 - 20 % من إجمالي السكان البالغ عددهم 4.400.000 ويتوزع المسلمون في عدد من المدن الرئيسية مثل بيربرتي وإنديلي بالإضافة إلى تواجدهم في العاصمة بانجي، ويوجد السواد الأعظم منهم في شمال البلاد قرب الحدود مع كل من السودان وتشاد، ويرتبط تركزهم في تلك المناطق بنشوء سلطنة إسلامية في القرن السابع عشر بالقرب من هناك لعبت دورا كبيرا في تحول الكثير من من سكان تلك المناطق إلى الديانة الإسلامية بعد أن كانوا عبارة عن وثنيين، ومما ساعد في نشر الإسلام أكثر في تلك المناطق هو الحروب الأهلية في تشاد المجاورة، والتي أدت إلى هجرة العديد من القبائل التشادية إلى إفريقيا الوسطى، غير أن هؤلاء المسلمين الذين يشكلون خمس سكان الجمهورية يغلب عليهم طابع الأمية وذلك بسبب عدة عوامل منها عزوف عدد كبير منهم عن الالتحاق بالتعليم الحكومي، كما أن المسلمين الملتحقين بالجامعات هناك قلّة وذلك بسبب الفقر المستشري بينهم هناك.

### المساعدات العسكرية
تلقت جمهورية إفريقيا الوسطى مساعدات عسكرية من فرنسا والمغرب حيت أرسلت المغرب تجريدة عسكرية تتضمن مدرعات ووحدات من المشاة مدعومة بسيارات ناقلة، وأرسلت فرنسا سرباً من المشاة والدبابات مدعمة بسيارات مدرعة وذلك لحفظ السلام بهدا البلد حديت الاستقلال.
وأرسلت المغرب أيضا مساعدات طبية تحتوي أطباء من الجنود بمساعدات فرنسية.

### لجنة بناء السلام
في 12 يونيو 2008، أصبحت جمهورية إفريقيا الوسطى رابع دولة تُوضع على جدول أعمال لجنة بناء السلام للأمم المتحدة والتي أُنشئت في عام 2005 لمساعدة البلدان التي كانت في صراع على تجنب العودة مرة أخرى إلى الحرب أو الفوضى. الهيئة المتكونة من 31 عضوا وافقت على تولي منصب المسؤولية بعد طلب من الحكومة.

## الاقتصاد

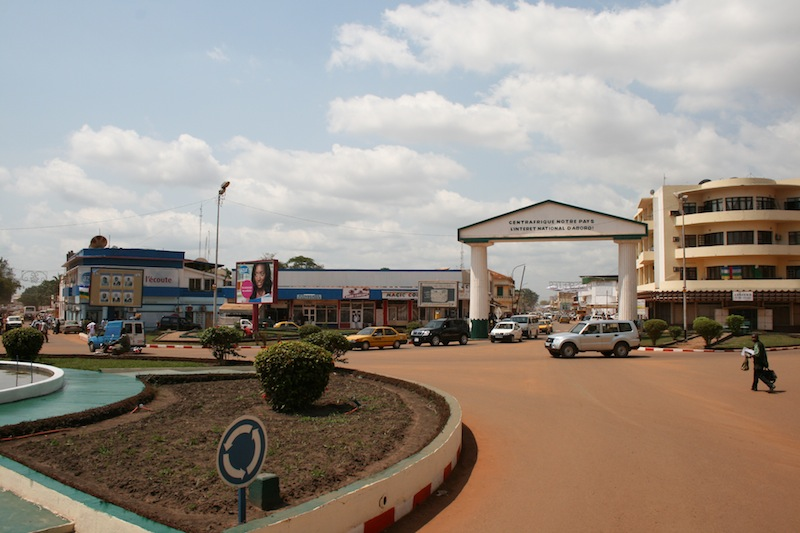
بانغي منطقة التسوق

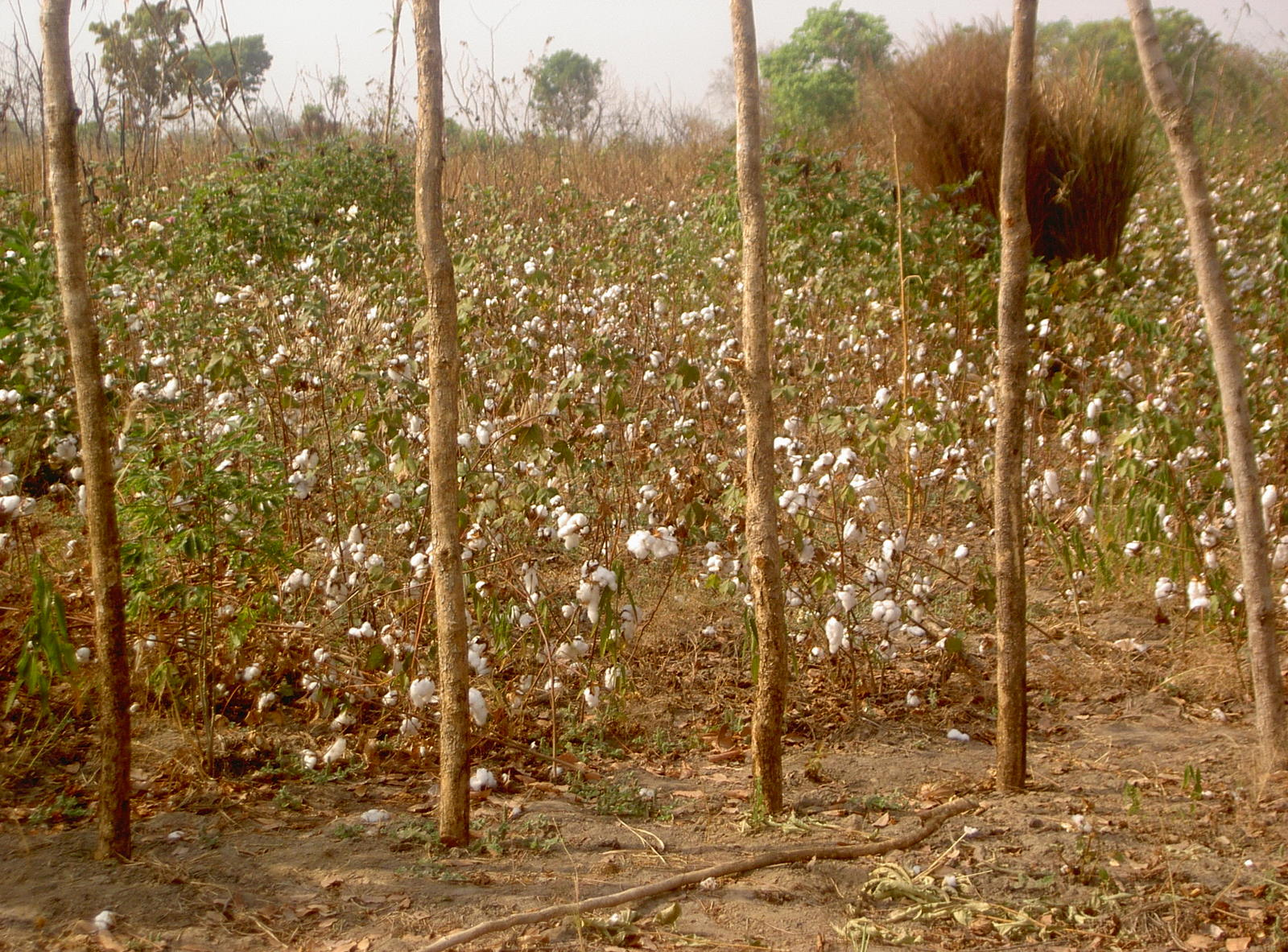
حقل لزراعة القطن

يعتمد اقتصاد البلد على الزراعة كحرفة السكان الأولى ويعمل بها حوالي 65% من القوة العاملة ورغم هذا لا يزرع من أرضها سوى (2%) وتنتج الذرة الرفيعة والأرز والفول السوداني، وتقوم الشركات الأجنبية باستغلال زراعة القطن والبن والمطاط ونخيل الزيت وتلي حرفة الزراعة حرفة الرعي غير أن ذبابة تسي تسي (أو الاسنة) تحد من تربية الماشية في الجنوب، ويستخرج الماس والقليل من الذهب، وتوجد خامات اليورانيوم، وتعتبر الأنهار أهم سبل المواصلات لاسيما نهر أوبانجي الذي يصلها بالعالم الخارجي عن طريق نهر الكونغو، وإفريقيا الوسطى من أفقر الدول ويعتمد معظم اقتصادها على المعونات.
حسب برنامج الأمم المتحدة الإنمائي يعيش 62,4% من سكان جمهورية إفريقيا الوسطى ب 1,25 دولار أمريكي في اليوم. الأرقام عن عدد الأنفس التي تعيش دون خط الفقر غير متوفرة.
العملة الوطنية هي الفرنك الإفريقي (بالفرنسية: Franc CFA) في المعيار الدولي أيزو 4217 للعملة المتداولة في وسط إفريقيا XAF.

## البنية التحتية

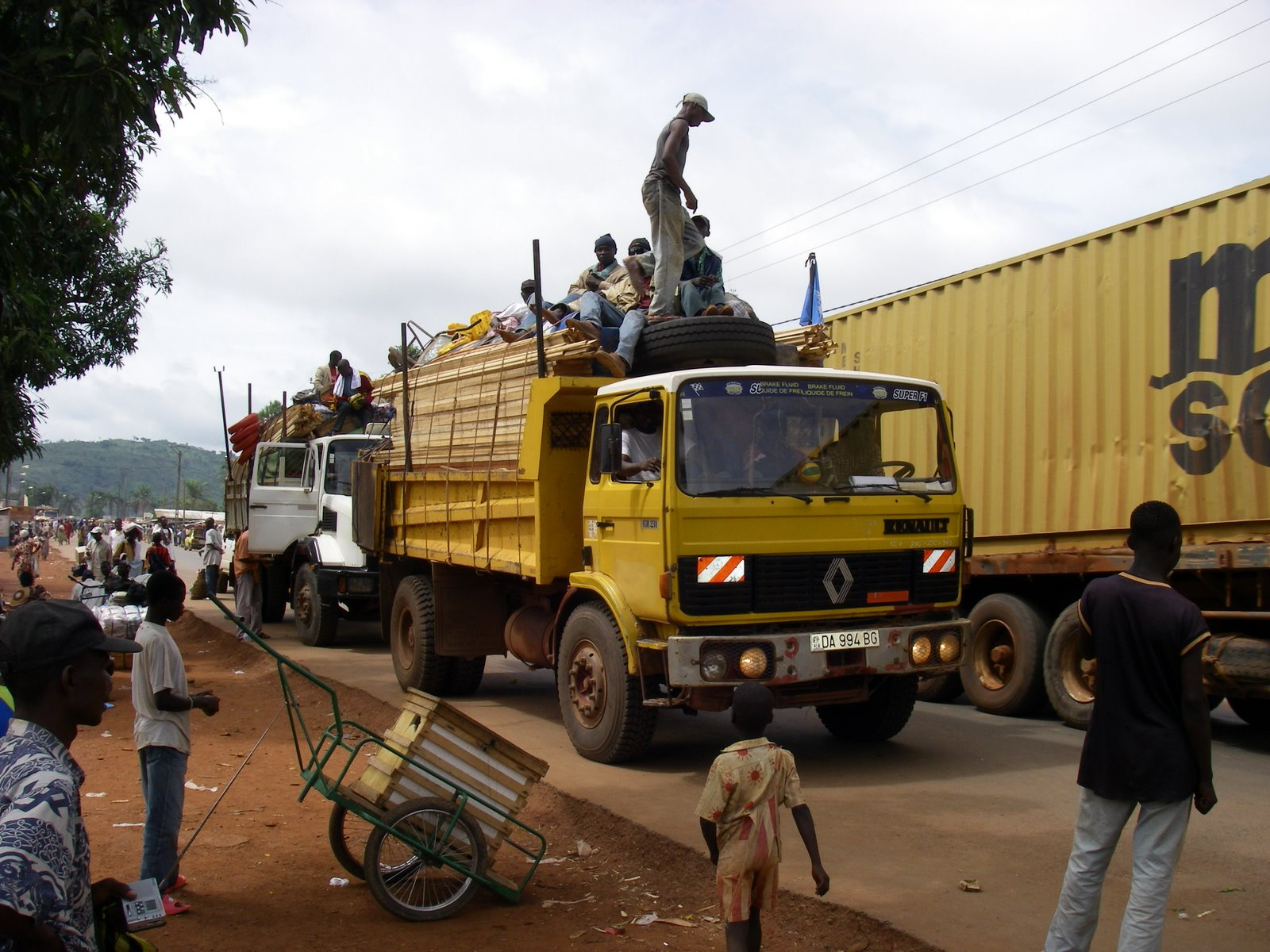
الشاحنات في بانغي

### العلوم والتكنولوجيا
حاليا، فإن جمهورية إفريقيا الوسطى تملك خدمات تلفاز نشطة، ومحطات راديو، وتعتبر شركة Socatel المزود الوحيد لكل من خدمة الإنترنت وشبكة الهاتف النقال في البلد كاملاً.

### وسائل المواصلات
تُعتبر الطرق في أقاليم جمهورية إفريقيا الوسطى متدهورة وخطيرة جدا لكونها قديمة ولا تتوفر فيها شروط السلامة. غالبا ما يرى رجالا ونساء بل حتى أطفالا ورضع متشبثين فوق سطح سيارات نقل البضائع يتعرضون لحوادث وخيمة.

### الطاقة
تستخدم جمهورية إفريقيا الوسطى الطاقة الكهرمائية بسبب نقص موارد الطاقة الأخرى في البلاد.

### التعليم

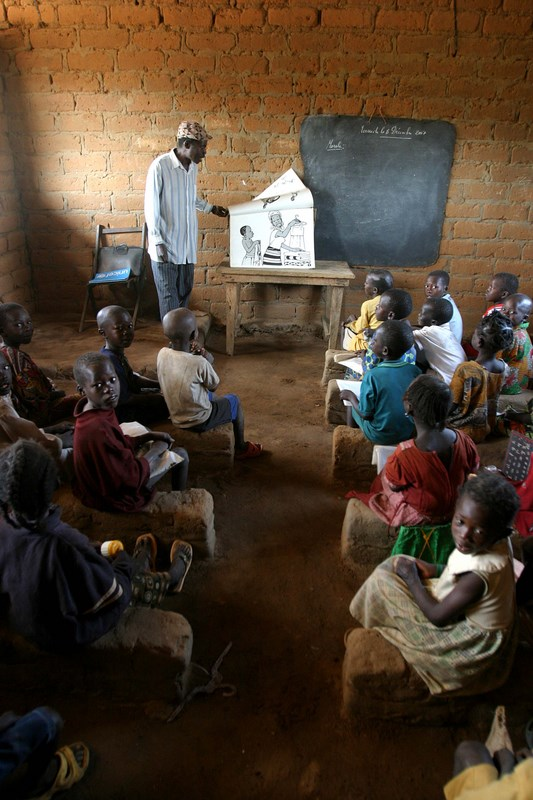
الفصول الدراسية في سام انجا

التعليم الحكومي في جمهورية إفريقيا الوسطى مجاني وهو تعليم إلزامي للفئات التي تتراوح عمرها بين 6 و14 سنة. على الرغم من تزايد الإقبال على المدارس منذ تطبيق الجمهورية برنامجا للتنمية الوطنية إلا أن الأمية تكتسح ما يقارب من نصف السكان البالغين.

### التعليم العالي
تعتبر جامعة بانغي، وهي جامعة حكومية في مدينة بانغي تحتوي على كلية للطب، وجامعة إقليدس، وهي جامعة عالمية لها مقر في العاصمة بانغي، أكبر مؤسستين للتعليم العالي في جمهورية إفريقيا الوسطى. في عام 2007 صادقت جمهورية إفريقيا الوسطى على إتفاقية إقليمية بشأن الاعتراف بدراسات التعليم العالي وشهاداته ودرجاته العلمية والمؤهلات الأكاديمية الأخرى في الدول الإفريقية.

### الصحة
تعتبر أمراض الإيدز والملاريا والسل في مقدمة الأمراض الثلاثة المرتبطة بالفقر، وتقدر نسبة انتشار مرض الإيدز في الدول النامية بمعدل 95% من الانتشار العالمي فضلا عن 98% من الإصابات بالسل النشط. كما أن 20% من نسبة الوفيات بسبب الملاريا تحدث في جمهورية إفريقيا الوسطى وتتسبب هذه الأمراض الثلاثة معا بنسبة 10% من الوفيات في العالم.
كما أن هناك ثلاثة أمراض إضافية تشمل الحصبة، ذات الرئة والاسهال عادة ما ترتبط ارتباطاً وثيقاً بالفقر، وتجمل مع أمراض الإيدز والملاريا والسل في التعريف الأوسع والمناقشات حول أمراض الفقر. وفي النهاية، فإن الوفيات من الرضع أو الأمهات منتشرة بشكل أكثر بين الفقراء. على سبيل المثال، إن نسبة 98 % من 11.600 من الوفيات اليومية للأمهات وحديثي الولادة تحدث في البلدان النامية. تقتل أمراض الفقر سوياً حوالي 14 مليون شخص سنوياً. ولكن أظهرت نتائج جزئية لدراسة أطلقت في أكتوبر 2009 حول أمراض الإسهال بأنها وحدها تقتل نحو 6.2 شخصاً سنوياً، وهو معدل أكثر بكثير مما كان يعتقد سابقاً.

## الثقافة

### الموسيقى
الموسيقى في جمهورية إفريقيا الوسطى تشمل العديد من الأشكال المختلفة مثل:الروك وموسيقى البوب الغربية، وكذلك Afrobeat، soukous والأنواع الأخرى أصبحت شعبية في جميع أنحاء البلاد. وsanza هي أداة شعبية.
الأقزام لديهم معقدة تقليد الموسيقى الشعبية. تعدد الأصوات والطباق هي المكونات المشتركة، كما هو بنية إيقاعية متنوعة. اكتسبت الموسيقى المستندة إلى بوق اندا أيضا بعض شعبيتها خارج المنطقة نظرا لهيكلها الجاز. وNgbaka تستخدم أداة غير عادية تسمى مبيلا، والتي تتم مع فرع ويتقوس سلسلة موتر بين طرفي عقد وأمام فم العازف. عندما ضربت سلسلة، يتم استخدام الفم لتضخيم وتعدل لهجة. أدوات مماثلة إلى مبيلا تعتبر في بعض الأحيان أقدم أسلاف جميع الآلات الوترية.
النشيد الوطني لجمهورية إفريقيا الوسطى هو «عصور من النهضة». وقد كتب هذا النشيد، الذي كان النشيد الوطني منذ عام 1960، من خلال بارتيليمي بوغاندا (كلمة)، وأول رئيس لجمهورية إفريقيا الوسطى، وهربرت الفلفل، الذي لحن أيضًا لحن النشيد الوطني السنغالي.

### الرياضة
شاركت الرياضة الأفريقوسطية في المحافل الرياضية الإفريقية والدولية بمنتخبها الوطني لكرة القدم الذي يديره اتحاد إفريقيا الوسطى لكرة القدم. فاز المنتخب الوطني بكأس السيماك (بطولة مجموعة وسط إفريقيا الاقتصادية والنقدية لكرة القدم) سنة 2009. أحدث مباراة دولية لعبها المنتخب الأفريقوسطي كانت ضد منتخب مالطا لكرة القدم وانتهت بخسارته بهدفين مقابل هدف واحد في ملعب تاقلعي الوطني. يعرف المنتخب الوطني أسماء محترفة في الدوري الأوروبي مثل إيلير مومي الذي يلعب كمهاجم في صفوف نادي لومان الفرنسي، وإيلوج إينزى ياميسي الذي لعب للفريق الفرنسي نادي تروا ويلعب حاليا لفريق فالينسان (Valenciennes) الفرنسي.
شاركت رياضة ألعاب القوى الأفريقوسطية، التي تديرها اللجنة الأفريقوسطية للرياضة والألعاب الأولمبية (بالفرنسية: Comité National Olympique et Sportif Centrafricain)، في كل الألعاب الأولمبية الصيفية بين 1984 و2012 وكذلك في أول ظهور للرياضة الأفريقوسطية في هذا العرس الرياضي الدولي عام 1968م في المكسيك حيث شارك في هذه الألعاب رياضي واحد فقط بينما أرسلت جمهورية إفريقيا الوسطى 16 رياضي إلى الألعاب الأولمبية الصيفية 1992م ببرشلونة وكانت هذه أكبر مشاركة لها في الألعاب الأولمبية، هذا وكانت اللجنة الأولمبية الوطنية قد اعترفت بالرياضة الأولمبية الأفريقوسطية سنة 1965م. لم تفز الجمهورية بأية ميدالية بعد في كل مشاركاتها؛ أما في الألعاب الأولمبية الشتوية فلم يسبق وأن نافست الرياضة الأفريقوسطية في هذا الحدث الرياضي العالمي.

## الحكومة والسياسة
مثل العديد من المستعمرات الفرنسية السابقة الأخرى، ويستند النظام القانوني في جمهورية إفريقيا الوسطى على القانون الفرنسي.
وتمت الموافقة على الدستور الجديد من قبل الناخبين في استفتاء أجري في 5 كانون الأول 2004. أجريت انتخابات رئاسية وبرلمانية تعددية كاملة في مارس 2005, مع الجولة الثانية في مايو ايار. أعلن بوزيزيه الفائز بعد تصويت الإعادة.
وقبل بضعة سنوات في وقت لاحق، انخفض سكان جمهورية إفريقيا الوسطى ضحية واحدة من العديد من الحروب الأهلية والثورات بإفريقيا. في فبراير 2006، كانت هناك تقارير عن أعمال عنف على نطاق واسع في الجزء الشمالي من البلاد. هرب آلاف اللاجئين من ديارهم، المحاصرين في تبادل لإطلاق النار بين القوات الحكومية وقوات المتمردين. فرَّ أكثر من 7,000 شخص إلى تشاد المجاورة. أولئك الذين بقوا في السيارة وقال كيف القوات الحكومية قتلوا بشكل منهجي الرجال والفتيان أنهم يشتبه بهم في التعاون مع المتمردين. أيّد الجيش الفرنسي رد حكومة بوزيزيه على المتمردين في نوفمبر تشرين الثاني 2006.
في مارس 2010، وقع بوزيزيه مرسوما يعلن أن الانتخابات الرئاسية المزمع عقدها في 25 أبريل 2010. ستأجيل أولا حتى 16 مايو، وبعد ذلك إلى أجل غير مسمى. وأخيرا، تم تعيين الانتخابات العامة ل 23 يناير 2011. على الرغم من المشاكل التنظيمية الخطيرة، وشرع في الانتخابات كما كان مقررا.[بحاجة لمصدر] وقد عقدت الجولة الثانية في 27 مارس 2011. [بحاجة لمصدر] وتم تمويل الانتخابات العامة جزئيا من قبل الاتحاد الأوروبي وبرنامج الأمم المتحدة الإنمائي. رصد «المرصد الوطني للانتخابات» العملية الانتخابية. وسجل كل من بوزيزيه وحزبه انتصارات كبيرة. [بحاجة لمصدر]

## حقوق الإنسان
وأشار لعام 2009 تقرير حقوق الإنسان من قبل وزارة خارجية الولايات المتحدة، بصفة عامة، ولا يزال سجل حقوق الإنسان CAR فقراء. وأعرب عن القلق بشأن العديد من الانتهاكات التي ترتكبها الحكومة. ويتناول حرية التعبير في دستور البلاد، ولكن كانت هناك حوادث التخويف من الحكومة بقصد الحد من انتقادات وسائل الاعلام. تقرير الأبحاث والتبادل الدولي الاستدامة وسائل الإعلام المجلس وأشار المؤشر إلى أن «البلاد التقى الحد الأدنى من الأهداف، مع قطاعات من النظام القانوني والحكومة بدلا من نظام الإعلام الحر».
من عام 1972 إلى عام 1990، وعام 2002 وعام 2003، تم تقييم CAR «غير حرة» من قبل بيت الحرية. أنه تم تصنيف «حرة جزئيا» في 1991-2001 ومنذ عام 2004 حتى الوقت الحاضر. في مؤشر الأمم المتحدة للتنمية البشرية، كما أنها تحتل المرتبة 179 من أصل 187 بلدا.
وفقا لوزارة الخارجية الأمريكية، تحدث الانتهاكات الرئيسية لحقوق الإنسان في البلاد. وتشمل هذه : عمليات الإعدام خارج نطاق القضاء على يد قوات الأمن، والتعذيب والضرب والاغتصاب من المشتبه بهم والسجناء؛ الإفلات من العقاب، لا سيما في صفوف القوات المسلحة، وظروف قاسية ومهددة للحياة في السجون ومراكز الاحتجاز والاعتقال والاحتجاز التعسفي، والاحتجاز السابق للمحاكمة لفترات طويلة والحرمان من المحاكمة العادلة، والقيود المفروضة على حرية الحركة؛ الفساد الرسمي، والقيود على حقوق العمال. ويستشهد تقرير وزارة الخارجية أيضا : عنف الغوغاء على نطاق واسع في كثير من الأحيان يؤدي إلى الوفيات، وانتشار تشويه الأعضاء التناسلية للإناث، والتمييز ضد المرأة والأقزام؛ الاتجار بالأشخاص؛ السخرة، وعمالة الأطفال. حرية الحركة محدودة في الجزء الشمالي من البلاد «بسبب الأعمال التي تقوم بها قوات أمن الدولة، العصابات المسلحة، وغيرها من الكيانات المسلحة غير حكومية» وبسبب القتال بين الحكومة والقوات المناهضة للحكومة، تم تشريد العديد من الأشخاص داخليا. تقع 68 في المئة من الزيجات في جمهورية إفريقيا الوسطى في إطار فئة من زيجات الأطفال.

## وصلات خارجية
الحكومة
- Central African Republic Online (بالإنجليزية)/(بالفرنسية)
- Chief of State and Cabinet Members – وكالة المخابرات المركزية

لمحات عامة
- Country Profile from بي بي سي نيوز
- Central African Republic  على كتاب حقائق العالم
- Centrafrique.com
- Central African Republic from UCB Libraries GovPubs
- جمهورية إفريقيا الوسطى على مشروع الدليل المفتوح
- أطلس ويكيميديا حول the Central African Republic
- Key Development Forecasts for the Central African Republic from International Futures

الاخبار
- Humanitarian news and analysis from IRIN – Central African Republic
- Humanitarian information coverage on ReliefWeb
- Central African Republic news headline links from AllAfrica.com

أخرون
- Central African Republic at Humanitarian and Development Partnership Team (HDPT)
- Johann Hari in Birao, Central African Republic. "Inside France's Secret War" from ذي إندبندنت, 5 October 2007